# Burg Ingenhoven
Die Burg Ingenhoven ist eine Burg in einem Park im Nettetaler Stadtteil Lobberich (Burgstraße 10) im Kreis Viersen in Nordrhein-Westfalen.

## Geschichte
Die Burg wurde erstmals 1403 urkundlich im geldrischen Lehenregister erwähnt und war Rittersitz des europaweit einflussreichen Bocholter Adelsgeschlechts (auch Bucholtz genannt), deren Stammsitz auf der unweit gelegenen Wasserburg Burg Bocholt war. Der wichtigste Vertreter der Bocholter war 1555 bis 1585 Fürstabt Reiner des Klosters Corvey.
1748 ging die Burg durch Erbteilung an die Familie von Bentinck sowie an weitere Adelsfamilien, kam 1820 über den Grafen von Mirbach in bürgerlichen Besitz und später an die Industriellenfamilie Niedieck. Der Kommerzienrat Julius Niedieck ließ im Südwesten des Parks die Villa Haus Erlenbruch errichten.

## Heutige Nutzung
Die „Burg Ingenhoven Service GmbH“ betreibt in der Burg ein gehobenes Restaurant mit weitreichenden Familien- und Freizeitangeboten.

## Beschreibung
Im 16. Jahrhundert erhielt die Burg ihr heutiges Aussehen, worauf die Jahreszahl 1544 im Burghof hinweist. Das dreigeschossige Herrenhaus zeigt Backsteinmauerwerk mit Sandsteinwänden und trägt ein Walmdach und vier runde Ecktürme. Der „Ingenhovenweiher“ weist noch auf die frühe Insellage (Inselburg) der Burg hin.